# The Forged Dispatch
The Forged Dispatch est un film muet américain réalisé par Thomas H. Ince et sorti en 1911.

## Synopsis
Après la bataille de Fort Sumter, Jack et son frère, tous deux amoureux de Bess, s'enrôlent dans l'armée de l'Union...

## Fiche technique
- Réalisation : Thomas H. Ince
- Scénario : Thomas H. Ince
- Production : Carl Laemmle
- Date de sortie :  États-Unis : 22 mai 1911

## Distribution
- J. Farrell MacDonald
- William E. Shay